# Grosses vollständiges Universal-Lexicon Aller Wissenschafften und Künste

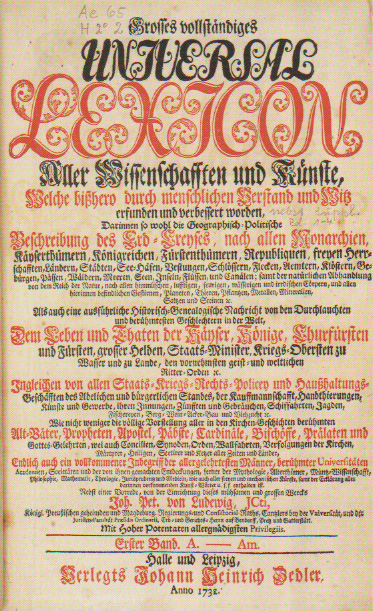
Titelseite von Zedlers Universal-Lexikon (1731–1754)

Das Grosse vollständige Universallexicon Aller Wissenschafften und Künste erschien in den Jahren 1731 bis 1754 in Halle (Saale) und Leipzig und umfasst rund 63.000 Seiten. Es war damit das umfangreichste enzyklopädische Projekt im Europa des 18. Jahrhunderts. In 64 Bänden und vier Supplementbänden sind rund 284.000 alphabetisch geordnete Einträge verzeichnet. Die einzelnen Artikel sind durch rund 276.000 Verweise miteinander verknüpft, wobei jedoch viele Verweise ins Leere führen. Die in Pergament gebundenen 64 Bände mit 34 bis 36 Zentimetern Höhe der Originalausgabe ergeben eine Strecke von 4,30 Metern.
Wie der ausführliche Titel besagt, hat das kurz Zedlers Universallexikon oder „Zedler“ genannte Lexikon den Anspruch, alles bekannte Wissen aus sämtlichen Fachgebieten zu verzeichnen. Dabei listet der Titel 33 Wissensbereiche auf, die drei große Klassen bilden: Biographie (etwa 120.000 Einträge), Geographie (73.000) und Fachwissen (91.000). Veröffentlicht wurde das Universal-Lexicon vom Buchhändler und Verleger Johann Heinrich Zedler (1706–1751), nach welchem es häufig Zedlersches Lexikon oder auch nur Zedler genannt wird, ab 1731 (zur Leipziger Michaelis-Messe). Schon im Vorfeld hatte Zedler am 13. September 1730 ein Privileg zum Schutz gegen den Nachdruck seines geplanten Universallexikons bei der kursächsischen Regierung beantragt. Heute ist bekannt, dass der überwiegende Teil der Artikel plagiiert wurde. Schon bei Erscheinen des Lexikons waren Vorwürfe dieser Art gegen den Verleger Zedler erhoben worden. Ab 1737 lag das Werk in Händen des Leipziger Kaufmanns Johann Heinrich Wolf (* 1690).

## Mitarbeiter

### Anonymität der Mitarbeiter
Die Namen von Zedlers Mitarbeitern sind weitgehend unbekannt. In der Vorrede zum ersten Band werden sie als die „Neun Musen“ vorgestellt, die als Spezialisten für verschiedene Wissensbereiche für die Artikel aus diesen Bereichen zuständig seien. Die Ankündigung, dass mit Fertigstellung des Werkes die Mitarbeiter namentlich genannt würden, wurde nicht umgesetzt.
Es ist schon allein wegen der über 20 Jahre dauernden Entstehungszeit zu bezweifeln, dass die Zahl der Mitarbeiter tatsächlich nur neun betrug, wahrscheinlich wirkten mehr Autoren am Lexikon mit. Gerade wegen der Plagiatsvorwürfe gegen Zedler (siehe dazu den Abschnitt Plagiat) wäre eine Identifizierung der Mitarbeiter interessant. Andererseits war es im 18. Jahrhundert durchaus normal, dass die Lexikographen anonym blieben; eine namentliche Kennzeichnung einzelner Artikel war auch dann unüblich, wenn neben dem Herausgeber andere Mitarbeiter an dem Lexikon mitgeschrieben hatten. Dies scheint seit dem 18. Jahrhundert bei allen größeren Lexikonprojekten der Fall gewesen zu sein.
Allerdings ist das Universal-Lexicon das erste Werk, das in gleichberechtigter Zusammenarbeit mehrerer Gelehrter, die wohl weitgehend autonom arbeiteten, entstand und nicht unter der Führung nur eines Autors, dem ungenannte Helfer zur Seite standen.
Eine weitere Neuerung ist, dass die Arbeitsteilung nicht alphabetisch organisiert wurde, sondern die Arbeitsbereiche der Musen nach Themen verteilt wurden.
Dadurch wurde eine „sinnvolle Verteilung der Arbeit auf Fachkräfte [erreicht]“. Dennoch gab es anscheinend kein detailliertes „redaktionelles Konzept, so dass sinnverwandte Lemmata, die durch die alphabetische Ordnung zwangsläufig auseinandergerissen wurden, nicht miteinander verknüpft worden sind“. Schuld daran waren wohl auch der Umfang des Projekts und die Dauer seiner Fertigstellung.
Von der Identität der Mitarbeiter weiß man wenig. Bislang sind nur die Hauptredakteure und einige wenige Zuträger bekannt. Wahrscheinlich ist, dass alle Redakteure „eng mit den Universitäten Halle und Leipzig verbunden“ waren.
Die Hauptredakteure, die die Arbeit am Lexikon koordinierten, waren:
- Jacob August Franckenstein (1689–1733) (Bände 1–2)
- Paul Daniel Longolius (1704–1779) (Bände 3–18)
- Carl Günther Ludovici (1707–1778) (Bände 19–64)

Über andere Mitarbeiter ist fast nichts bekannt. Heinrich Winkler ist als Verfasser der „meisten medizinischen Artikel“ gesichert, Friedrich August Müller ist „mit großer Wahrscheinlichkeit“ der Verfasser von Artikeln zur Philosophie. Lorenz Christoph Mizler (1711–1778) verfasste nach eigener Aussage mathematische Artikel. In der Auseinandersetzung um das Erscheinen des Lexikons wurden Johann Heinrich Rother und Johann Christoph Gottsched von anderen Verlegern als Mitarbeiter genannt. Beide bezogen öffentlich dazu Stellung und reichten eine Erklärung ein, in der sie aussagten, nichts für den „Zedler“ geschrieben zu haben.

### Die Mitarbeiter als „Musen“
Die Bezeichnung der Mitarbeiter als „Muse“ sichert den Autoren nicht nur ihre Anonymität und persönlichen Schutz vor Plagiatsvorwürfen. Nicola Kaminski sieht darin ein wohlüberlegtes Konzept, den Plagiatsvorwurf auch vom Gesamtwerk fernzuhalten. Durch die Rede von den Musen, die sich von Band 1 an leitmotivisch durch die Vorreden zieht, wird die Diskussion um das Abschreiben der „Zedlerschen Musen“ vom Feld der juristischen Auseinandersetzung um Privilegienverstöße „auf das Feld der Poesie und der freien Künste“ verlegt. Dazu gehört auch, dass Johann Peter von Ludewig (1668–1743) in der ersten Vorrede nicht von „unerlaubtem Nachdruck, Privilegienverletzung“ spricht, sondern von „Originalien/Copien“ oder „nachmachen“ (siehe dazu Abschnitt Die programmatischen Vorreden). So wird das Abschreiben „legalisiert“, indem er es mit der poetologischen Tradition der Nachahmung und des imitatio-Diskurses legitimiert.

## Historischer Kontext
Siehe auch: Geschichte und Entwicklung der Enzyklopädie#Systematische Kompendien aller Wissenschaften und Künste

### Lexika und Enzyklopädien mit ähnlichem Anspruch
Einen vergleichbaren Anspruch wie das Universal-Lexicon, nämlich umfassend Wissen aus allen Wissenschaftsbereichen zu sammeln und zu systematisieren, hatten schon weit vor dem 18. Jahrhundert viele enzyklopädische Werke. Sie waren jedoch in der Regel nicht in der Volkssprache verfasst, sondern auf Latein, und richteten sich damit ausschließlich an einen Kreis von Universalgelehrten. Noch zu Zedlers Zeiten gab es Werke dieser Art, wie beispielsweise das 1698 erschienene Lexicon Universale Historico-Geographico-Chronologico-Poetico-Philologicum von Johann Jakob Hofmann (1635–1706) oder die ebenfalls noch wirkungsmächtige, äußerst erfolgreiche Encyclopaedia Cursus Philosophici von Johann Heinrich Alsted (1588–1638), welche allerdings noch nicht alphabetisch organisiert war.

### Lexika auf dem Buchmarkt im frühen 18. Jahrhundert
Das Universal-Lexicon war nicht das erste alphabetisch geordnete enzyklopädische Werk in deutscher Sprache. Als Prototypen des alphabetisch angelegten deutschsprachigen Konversationslexikons gelten das 1704 erschienene Reale Staats- und Zeitungs-Lexicon, bekannt als „Hübners Lexikon“, und Johann Franz Buddeus’ (1667–1729) Allgemeines Historisches Lexicon (Erstausgabe Leipzig 1709). Besonders im Bereich der Partikular-Lexika, das heißt der auf ein Fachgebiet beschränkten Lexika, nahm die Anzahl der auf dem Markt befindlichen Werke in der ersten Hälfte des 18. Jahrhunderts sprunghaft zu: 1741 hat allein der Verlag von Johann Friedrich Gleditsch 20 verschiedene Lexika im Programm. „Lexika bzw. enzyklopädische Werke waren offenkundig ein Literaturgenre, mit dem sich Geschäfte [sic] machen ließ, dementsprechend fehlte es nicht an Konkurrenz zwischen den Verlagen“ (Schneider: ), was mit ein Grund dafür sein dürfte, warum das Erscheinen des Universal-Lexicons auf erheblichen Widerstand stieß.

### Lexika als Übersetzungen
Viele deutschsprachige Lexika des 18. Jahrhunderts waren jedoch Übersetzungen französischer oder englischer Werke, die nach den Bedürfnissen einer deutschen Leserschaft überarbeitet und erweitert wurden. So entstand beispielsweise Buddeus’ Allgemeines Historisches Lexicon (1709) auf der Grundlage von Louis Moréris (1643–1680) 1674 erschienenem enzyklopädischem Werk Le Grand Dictionaire Historique und Pierre Bayles (1647–1706) Dictionnaire historique et critique. Auch das Reale Staats- und Zeitungs-Lexicon („Hübners Lexikon“) (1704) besteht größtenteils aus Übersetzungen, doch wird darauf nicht wie beim Allgemeinen Historischen Lexicon im Vorwort hingewiesen. Diese Übersetzungen waren im Wesentlichen ebenso Plagiat wie das Universal-Lexicon (siehe dazu Abschnitt Plagiat), doch indem sie in einer anderen Sprache erschienen, stellten sie keine Konkurrenz auf dem Buchmarkt dar: „Der Zugriff auf fremdsprachige Lexika schützte vor Rechtsstreit, und die nationale Färbung brachte die Kunden. So waren es die lokalen und nicht die auswärtigen Lexikaverleger, die Zedler mit Plagiatsvorwürfen attackierten. Zedler wehrte sich mit dem Argument, dass die abgeschriebenen Produkte selbst Kompilationen seien und von den französischen Verlegern der Ausgangswerke sich ja niemand beschwert habe.“

## Konzeption

### Zielsetzung
Das Titelblatt des laut Ludewig ursprünglich als zwölfbändiges Werk geplanten Universal-Lexicons in seiner ausführlichen Darstellung steht noch in der Tradition der ausgehenden Barockzeit. Der Ausdruck „universal“ bezeichnet den Anspruch auf inhaltliche Vollständigkeit. Wenngleich das Universal-Lexicon nicht das erste deutschsprachige Lexikon war, so war es doch von seiner Konzeption her revolutionär: Das bisher in Fachlexika gesammelte Wissen einzelner wissenschaftlicher und nicht-wissenschaftlicher Bereiche sollte in einem Werk versammelt werden. Die Leistungen des Universal-Lexicons liegen also vor allem in seinem Umfang und der gleichberechtigten Darstellung von Fachwissen wie auch allgemeinem Wissen.
Als offizielle Zielsetzung wird genannt, „das Aufnehmen und die Ausbreitung gelehrter Wissenschafften zu befördern“. Dies deckt sich mit dem Ziel der Aufklärung im Allgemeinen: „Als eines der besten Mittel, Wissen auszubreiten und damit die Glückseligkeit zu fördern, erschien den Vertretern der Aufklärung die Edition von enzyklopädischen Werken, die die Gesamtheit der Wissenschaften oder einzelne ihrer Disziplinen in kompakter Form dem Leser vermitteln.“ Im Gegensatz zum Konversationslexikon, das für den interessierten, aber nicht speziell gebildeten Leser geschaffen war, will das Universallexikon vor allem den gelehrten Laien ansprechen. Die wissenschaftliche Funktion soll im Vordergrund stehen. Carl Günther Ludovici spricht in diesem Zusammenhang von der Planung eines systematischen Registers, um das Wissen in einer bestimmten Ordnung präsentieren zu können.
Trotz dieser wissenschaftlichen Schwerpunktsetzung hatte das Universal-Lexicon, wie der Titel sagt, einen universalen Anspruch, und zwar in dem Sinne, dass alles zu Beginn des 18. Jahrhunderts bekannte Wissen verzeichnet werden sollte. In der Vorrede zum ersten Band wird ausdrücklich darauf hingewiesen, dass das Universal-Lexicon nicht nur akademisches Wissen darstellen, sondern auch alltägliche Wissensbereiche wie Handwerk, Hauswirtschaft oder Gewerbe mit abdecken will. Aus diesem Grunde ist in dem Universal-Lexicon ein breiteres Wissen repräsentiert, als dies heute von einem Lexikon erwartet würde (siehe dazu auch Abschnitt Probleme bei der Auswahl des zu verzeichnenden Wissens).

### Die programmatischen Vorreden

Beispielseite aus der Vorrede zum „Zedler“ (1731); die Marginalien dienen als Zwischenüberschriften

Die 16-seitige Vorrede zum ersten Band ist von dem Juristen Johann Peter von Ludewig verfasst und beinhaltet Erläuterungen zum Gesamtplan des Werkes, zu den Umständen der Entstehung und zu der damals vorherrschenden rechtlichen Situation. In Band 19 stellt sich Carl Günther Ludovici als neuer Herausgeber vor. Weitere Vorreden folgen in Band 21 und 23 und legen die Vermutung nahe, dass Vorreden in jedem zweiten Band geplant waren. In diesen spricht Ludovici über grundsätzliche Überlegungen, was den Sinn der Lexika betrifft. Es folgen Verbesserungen, Ergänzungen, Ankündigungen und Mitteilungen.
Konkret setzt sich Ludovici zum Ziel, die Artikel in ein ausgeglicheneres Verhältnis zueinander zu setzen und die Verweise umfangreicher zu gestalten. Insbesondere die historischen Artikel sollen erweitert werden. Ludovici fordert nicht nur die bloße Nennung der Schriftsteller, sondern vor allem auch der von ihnen verfassten Schriften. Die z. T. übertriebene Länge mancher Artikel möchte er vermeiden und die theologischen Artikel sollen keine predigtartige Gestalt mehr haben. Neu ist die Forderung, lebende Standespersonen, Gelehrte und Künstler im Lexikon zu verzeichnen. Aufgrund dieses umfangreichen Vorhabens werden die Leser in Band 19 dazu ermutigt, selbst Artikel einzureichen, was für die damalige Zeit äußerst ungewöhnlich ist. Ferner fordert Ludovici die Verbesserung von genealogischen und geographischen Artikeln, weil das Lexikon beständig aktuell bleiben soll (siehe hierzu auch Abschnitt Die Vernetzung von Wissen und veraltendes Wissen).

### Art und Umfang der Artikel
Die Artikel verwenden die Schrifttypen Fraktur, Antiqua (für lateinische Texte) und Kursive. Wenn man einzelne Artikel miteinander vergleicht, stellt man quantitative Unverhältnismäßigkeiten fest. Der längste Artikel des Universal-Lexicons ist die Wolffische Philosophie mit 349 Spalten. Im selben Band folgt noch ein Artikel über Christian Wolff (1679–1754) selbst mit einem Umfang von 128 Spalten. Diese Umfangsunterschiede lassen sich damit erklären, dass das Projekt des Universal-Lexicons anfangs noch nicht so groß angelegt war. Deutlich lässt sich dies daran ablesen, dass den ersten zwölf Buchstaben 18 und den restlichen 14 Buchstaben 46 Bände gewidmet sind. Vor allem in den ersten Bänden sind die Artikel noch recht unübersichtlich gestaltet, allein dadurch, dass auf sichtbare Unterteilungen, sowohl nach sachlichen als auch nach formalen Gesichtspunkten, nicht zurückgegriffen wird. Die Literaturangaben folgen nicht am Ende des Artikels, sondern über den ganzen Text verteilt. Dies macht es für den Leser recht schwierig, innerhalb des Artikels eine bestimmte Information zu finden.
Allerdings verändert sich die Artikelgestaltung im Laufe der Zeit. Es erfolgt eine Gliederung nach historischem und systematischem Zugriff. Römische Zahlen unterteilen den Text und erste Überschriften werden verwendet. Außerdem finden sich fortan die Literaturangaben komprimiert am Ende des Artikels.
Vor allem die Personendarstellungen haben sich verändert. Es wird im Laufe der Zeit zwischen Lebensbeschreibung und Literaturteil unterschieden. Auch lässt sich eine deutliche Schwerpunktverschiebung feststellen. Gegenüber Mitteilungen über die individuellen Lebensumstände, Lebensgewohnheiten und familiären Verhältnisse rücken nun bei Autoren ihre Schriften in den Fokus. Das literarische Werk erscheint wichtiger als die Person, die dahinter steht.
Neben deutschen Begriffen verfügt das Universal-Lexicon über eine Fülle von lateinischen Stichwörtern, etwas seltener auch über griechische Termini. Es zeigt sich, dass oft die Fachsprache der jeweiligen Einzeldisziplin übernommen wird, da das Universal-Lexicon wissenschaftlichen Ansprüchen genügen wollte. Tendenziell lässt sich feststellen: je später ein Band erschienen ist, desto seltener stehen die Artikel unter dem lateinischen Stichwort, es sei denn, dass sich in der Fachterminologie der lateinische Ausdruck gehalten hat. Die Entwicklung zu immer mehr Verweisungen, um so den Suchenden auf jede erdenkliche Art und Weise zum Artikel zu führen, ist deutlich bemerkbar, ebenso wie die Tendenz zu immer mehr Volkssprachigkeit; dies zeigt sich besonders bei den Personennamen. Diese werden erst latinisiert, später in der jeweiligen Landessprache wiedergegeben.

### Schwerpunktsetzung
Schwerpunkte lassen sich in den Bereichen Geographie, Genealogie, Biographie und Philosophie auffinden. In der Vorrede zu Band 32 betont Carl Günther Ludovici die Wichtigkeit von Genealogie und Ahnentafeln. Der Anteil der biographischen Artikel ist im Vergleich zu modernen allgemeinen Nachschlagewerken wesentlich höher. Die Biographien werden z. T. bis an ihre Grenzen geführt. So werden Personen erwähnt, von denen nur der Titel eines Werkes bekannt ist und mitgeteilt wird. Ab Band 19 werden auch lebende Personen aufgeführt. Als markante Ausnahmen sind zu nennen Johann Peter von Ludewig, der die Vorrede zum ersten Band des Universal-Lexicons verfasst hat, und der Redakteur Carl Günther Ludovici; beide wurden schon in Band 18 aufgenommen. Ebenso ist bereits ein Artikel zu Ludwig XV. zu finden (Bd. 18, ab Spalte 872).
Im Bereich der Philosophie lässt sich feststellen, dass die Darstellung sich an der Wolffischen Philosophie orientiert; dies gilt sowohl für den Text in den Artikeln als auch für die Auswahl der Stichwörter. Im zweiten Teil des Lexikons tauchen Begriffe auf, die erst durch Wolffs deutsche Schriften in der philosophischen Fachsprache relevant wurden.

### Widmungspolitik
Zedlers Großprojekte wie das Universal-Lexicon bedurften der Unterstützung des herrschenden Adels. Wie Zedler selbst und seine Konkurrenten wussten, war die wichtigste Unterstützung der Schutz vor Nachdruck in Form von Druckprivilegien. Von Kaiser Karl VI. bekam Zedler für das Universal-Lexicon ein Privileg für das Reich. Als Gegengabe wurde ihm und seiner Frau Elisabeth Christine der erste Band gewidmet. Der zweite Band (1732) ist Friedrich Wilhelm I. gewidmet, der ihm als König in Preußen ein Privileg für Preußen verlieh; dort lag der für die Publikation des Universal-Lexicons entscheidend wichtige Druckort Halle, wohin Zedler hatte ausweichen müssen, nachdem ihm das begehrte kursächsische Privileg und damit die im frühen 18. Jahrhundert wichtigste Verlagsstadt, Leipzig, als Druckort verwehrt geblieben waren. Mit Anna Iwanowa, Zarin von Russland (Band 4, 1733), dem König von Großbritannien Georg II. (Band 5, 1733) und Ludwig XV., König von Frankreich (Band 6, 1733), ist die monarchische Prominenz, auch über Europa hinaus, in den folgenden Bänden vertreten. Dem Sohn von Friedrich Wilhelm I. wurden zwei Widmungen zuteil, einmal als preußischem Kronprinzen (Band 13, 1735) und dann in Band 25 (1741), als er als Friedrich II. König von Preußen geworden war. Diese prächtig klingenden Namen der mit Russland über Europa hinausgehenden Monarchen dienten dazu, den Leser davon zu überzeugen, dass es sich um ein erhabenes Projekt von internationalem Prestige handele. Die anderen Bände sind Fürsten und Adligen aus Sachsen und Umgebung gewidmet und sollten dem Universal-Lexicon wohl die lokale Unterstützung sichern. Wie wichtig die ist, zeigt die offizielle Reaktion der Leipziger Verleger auf das Erscheinen des Universal-Lexicons.

### Visualisierungen imUniversal-Lexicon
Die visuellen Darstellungen sind im Universal-Lexicon bereits auf den ersten Blick recht karg. Diese Feststellung ist nicht verwunderlich, wenn man die konzeptionellen Hinweise von Ludewigs in der Vorrede zum ersten Band beachtet. Dort gibt er den Schlüsselbegriff „Lexicon“ als „Wörterbuch“ wieder. Damit ist der Fokus eindeutig auf eine textuelle Darstellung gerichtet. Folgende Visualisierungen sind im Universal-Lexicon vorzufinden:
- Funktionsdiagramme

Diese Form ist im Universal-Lexicon am häufigsten anzutreffen. Die Diagramme sind vor allem auf einfache geometrische Figuren beschränkt und umfassen meist nicht mehr als zehn Druckzeilen. Oft findet man diese direkt in der Kolumne, selten werden sie separat mit eigenen Nummerierungen dargestellt. Grundsätzlich sind solche Diagramme recht sparsam verwendet und einfach gestaltet. Eine Ausnahme davon ist die Illustration zum „Reichs-Tag in Deutschland“. Besonders interessant hierbei ist, dass mit Hilfe dieses Schemas auch die Sitzordnung der Mitglieder visualisiert werden soll. Der Anspruch einer exakten Wiedergabe, die auch die Hierarchie der einzelnen Standesvertreter mit einschließt, ist deutlich vorhanden.
- Illustrationen

Sachillustrationen, die die Aufgabe haben, Sachgegenstände durch ihre Darstellung zu verdeutlichen, sind erstmals im 18. Band aufzufinden. Auffallend ist der Umgang mit diesen Veranschaulichungen. Sie werden so kompatibel gemacht, dass sie in die Kolumne eingefügt werden können. Es handelt sich hierbei nicht um eigene Anfertigungen, sondern um Übernahmen aus Christian Wolffs (1679–1754) Werk Allerhand Nützliche Versuche, dadurch zu genauer Erkäntnis der Natur und Kunst der Weg gebähnet wird (3 Bde., Halle 1721–1723). Diese Illustrationen stellen im Verhältnis zum gesamten Werk eher eine Seltenheit dar.
- Ahnentafeln und Familienstammbäume

Ahnentafeln und Familienstammbäume sind die weitaus auffallendsten Darstellungen im Universal-Lexicon. Sie werden in Form von ausklappbaren Tafeln zu den einzelnen Artikeln hinzugefügt. Hierbei geht es auch nicht mehr nur um eine schematische Abbildung, sondern durch eine z. T. verschnörkelte Präsentation erhalten sie eine ästhetische Qualität.
- Dedikationstafeln

Grafik zu Beginn des Abschnitts zum Buchstaben „A“ im „Zedler“ (1732)

Zwischen 1732 und 1750 besitzt jeder Band eine eindrucksvolle Dedikationstafel, auf welcher die Person abgebildet ist, der auch der Band gewidmet wird. Dabei handelt es sich um eine zu dieser Zeit durchaus übliche Praxis, die zum einen die Aufmerksamkeit auf die Publikation erhöhen und zum anderen das Druckprivileg sichern soll.
- Kupferstiche

Alle Bände eröffnen den lexikographischen Hauptteil mit einem Kupferstich. Hinsichtlich der Motive lassen sich in den Bildern vor allem mythologische und allegorische Figuren erkennen. Ebenso sind die Darstellungen angereichert mit Symbolen, die aus dem Bereich wissenschaftlicher Tätigkeiten stammen. Insgesamt lassen sich 15 verschiedene Bildmotive erkennen, die vorerst ohne Regelmäßigkeit und dann ab dem 27. Band mit einer größeren Regelmäßigkeit wieder herangezogen werden. Von da an wird nach jedem vierten Band ein neues Motiv gewählt.

## Reaktionen

### Offizielle Reaktion
Noch bevor er um Privilegien für Preußen und das Reich nachsuchte, beantragte Zedler für das Universal-Lexicon am 13. September 1730 ein Privileg für Kursachsen bei dem Oberkonsistorium in Dresden, der kursächsischen Regierung. Die Leipziger Verleger Gleditsch und Fritsch Erben legten Einspruch gegen den Antrag Zedlers ein. Diese hatten selbst einige Partikularlexika auf dem Markt und fürchteten, dass Zedler aus diesen abschreiben lasse. Fritsch etwa hatte Sorge, dass aus dem von ihm verlegten Allgemeinen Historischen Lexicon (1726) von Buddeus abgeschrieben würde, auf das er ein Privileg auf zehn Jahre hatte. Diesem Einspruch wurde stattgegeben und Zedler der Druck und Vertrieb in Kursachsen verboten, wenn er aus dem Historischen Lexicon abschreibe, ein Verstoß dagegen werde mit 300 Talern Strafe und der Einziehung der bis dahin gedruckten Bände geahndet. Zwar erhielt Zedler 1731 für das Universal-Lexicon zwei Druckprivilegien, aber nur für Preußen und für das Reich, nicht für Sachsen. Als er mit dem ersten Band zur Michaelismesse 1731 erschien, wurde die gesamte Auflage konfisziert. Durch das preußische Privileg erreichte er aber, dass er nur eine „ermäßigte“ Strafe von 100 Talern zahlen musste und seine kursächsischen Pränumeranten von Halle aus beliefern durfte. 1732 ließ Zedler den ersten Band noch einmal zusammen mit dem zweiten Band (1733 dann noch einmal) drucken, um die Pränumeranten doch noch beliefern zu können. Fritsch und seine Erben beschwerten sich erneut und reichten dieses Mal eine zwanzigseitige Liste mit ungefähr 3600 abgeschriebenen Artikeln ein. Durch die rechtlichen Schritte seiner Konkurrenten blieb Zedler nichts anderes übrig, als mit dem Druck nach Halle auszuweichen, wo Johann Peter von Ludewig, Autor der Vorrede zum ersten Band, nicht nur Kanzler der Universität war, sondern auch Direktor der Waisenhausdruckerei, wo Zedlers Werk hergestellt wurde, bis es später teilweise wieder in Leipzig gedruckt wurde.
Durch die erhöhten Produktionskosten in finanzieller Not gab Zedler am 7. März 1735 bekannt, eine Bücherlotterie abhalten zu wollen. Die Bücherlotterie schaffte aber ebenfalls nicht das nötige Geld herbei, so dass er schließlich die Bände 13 und 14 verpfänden musste. Als ihm der Bankrott drohte, übernahm 1737 Johann Heinrich Wolff die weitere Finanzierung (und die Leitung) des Universal-Lexicons.
Zugute kam dem Projekt, dass 1738 Fritschs Privileg auf das Historische Lexicon ablief und auch dem Druck und offenen Vertrieb in Sachsen die Behörden nicht mehr im Wege standen. Die Sächsische Bücherkommission schlug sich sogar auf Zedlers Seite, als die Bände 17 und 18 des Universal-Lexicons von Johann Ernst Schultze aus Hof nachgedruckt wurden.

### Inoffizielle Reaktion
Den Anfang macht eine fingierte Anzeige in den Niedersächsischen Neuen Zeitungen von Gelehrten Sachen vom 19. Dezember 1730. Dort wird ein „Pränumerations-betrugs-Lexicon“ angekündigt, herausgegeben von dem berühmt-berüchtigten fiktiven Verleger Pierre beziehungsweise Peter Marteau. Auf Zedler und sein Lexikon gemünzt, wenngleich ohne direkte Nennung, tauchen schon hier die meisten der späteren Vorwürfe in komprimierter Form auf. Sie werden in den Jahren 1732/33 von mehreren Polemiken aufgegriffen. Zedler wird vorgeworfen, die Pränumeration, das heißt die mit Vorauszahlung verbundene Subskriptionsverpflichtung von Käufern des Gesamtwerks, sei Betrug, da Zedler den angekündigten Umfang von acht Bänden nicht einhalten könne und so ein finanzieller „Nachschuß“ fällig werde. Zedler sei kein gelernter Buchhändler und seine Musen keine Gelehrten, sondern „ausschreibende Collectores“. Sie seien „stümper“, die sich durch Abschreiben „auf anderer leute kosten einen namen machen“ wollten.
1732 erschien die erste nicht-offizielle Reaktion auf das unerhörte Unternehmen in Form eines Pasquills: Die Charlatanerie Der Buchhandlung, welche den Verfall derselben durch Pfuschereyen, Praenumerationes, Auctiones, Nachdrucken, Trödeleyen u. a.m. befördert. Von zwey der Handlung Beflissenen unpartheyisch untersuchet. Die schon in der Anzeige vorhandenen Vorwürfe werden hier weiter ausgeführt und mit Beispielen versehen. So sei das Universal-Lexicon „sorgfältig aus andern Lexicis zusammen geschrieben“. Neben dem Historischen Lexicon von Buddeus hätten Zedlers Musen „das Musicalische, Helden- und Heldinnen- ingleichen das Mythologische und viel andre Lexica“ ausgeschrieben. Schon der erste Artikel zum Buchstaben „A“ sei eine Kompilation aus dem Historischen Lexicon und dem Allgemeinen Lexicon der Künste und Wissenschaften von Johann Theodor Jablonski. Die Charlatanerie konstatiert außerdem, dass zwar der „Nach-Druck mit ausdrücklichen Worten in keinen Gesetzen, weder im Jure Civili, noch Canonico verboten worden“, gesetzlich also nicht geregelt sei, trotzdem sei es „eine ausgemachte Sache, daß ein iedes Buch demjenigen, der es verfertigt, eigenthümlich zustehe“.
Die 1733 erschienene Polemik Eines Aufrichtigen Patrioten Unpartheyische Gedancken über einige Quellen und Wirckungen des Verfalls der ietzigen Buch-Handlung, Worinnen insonderheit Die Betrügereyen der Bücher-Pränumerationen entdeckt, Und zugleich erwiesen wird, Daß der unbefugte Nachdruck unprivilegirter Bücher ein allen Rechten zuwiederlauffender Diebstahl sey nimmt die Vorwürfe der beiden vorherigen Schriften wieder auf. Sie ist zwar immer noch auf Zedler und sein Lexikon konzentriert, baut aber die schon in der Charlatanerie rudimentär vorhandene juristische Argumentation mit Anspruch auf Allgemeingültigkeit aus.
Anders als die offizielle Reaktion der Bücherkommission und des Oberkonsistoriums, die spätestens 1738 mit dem Auslaufen von Fritschs Privileg auf das Historische Lexicon und dem Verbot des Nachdrucks des Universal-Lexicons durch Johann Ernst Schultze endete, ging die Diskussion um den Nachdruck in den Polemiken weiter. Den seit 1733 ersten Schritt machte das Universal-Lexicon selbst. In dem Artikel Nachdruck derer Bücher in Band 23 wird der Nachdruck inhaltlich verurteilt. Allerdings handelt es sich bei dem Artikel selbst um einen Nachdruck, nämlich der Kapitel 19 bis 29 aus den Unpartheyischen Gedancken.
Dies wiederum greift die 1742 erschienene Polemik Unpartheyisches Bedenken worinnen aus allen Natürlichen, Göttlich- und Menschlichen Civil- und Criminal-Rechten und Gesetzen klar und deutlich ausgeführet und bewiesen wird; daß der unbefugte Nachdruck privilegirter und unprivilegirter Bücher Ein grob- und schändliches, allen Göttlich und Menschlichen Rechten und Gesetzen zuwider lauffendes Verbrechen, und infamer Diebstahl sey (verlegt in Köln bei „Peter Marteau“!) wieder auf. Als erste der Polemiken behandelt sie den Nachdruck allein und verurteilt ihn nicht nur inhaltlich mit juristischen Argumenten, sondern greift den „Nachdruckgestus“ von Zedlers Musen performativ auf, indem sie selbst ein Nachdruck aus den Unpartheyischen Gedancken und dem Artikel Nachdruck derer Bücher ist. Nachweisbare rechtliche Folgen hatte allerdings keine der Polemiken. Sie sind dennoch wertvoll, da sie (nicht gerade unparteiische) Hinweise darauf liefern, dass und wie die Zedlerschen Musen plagiiert haben und inwieweit dies bereits den zeitgenössischen Lesern bewusst war.

## Heutige Bedeutung

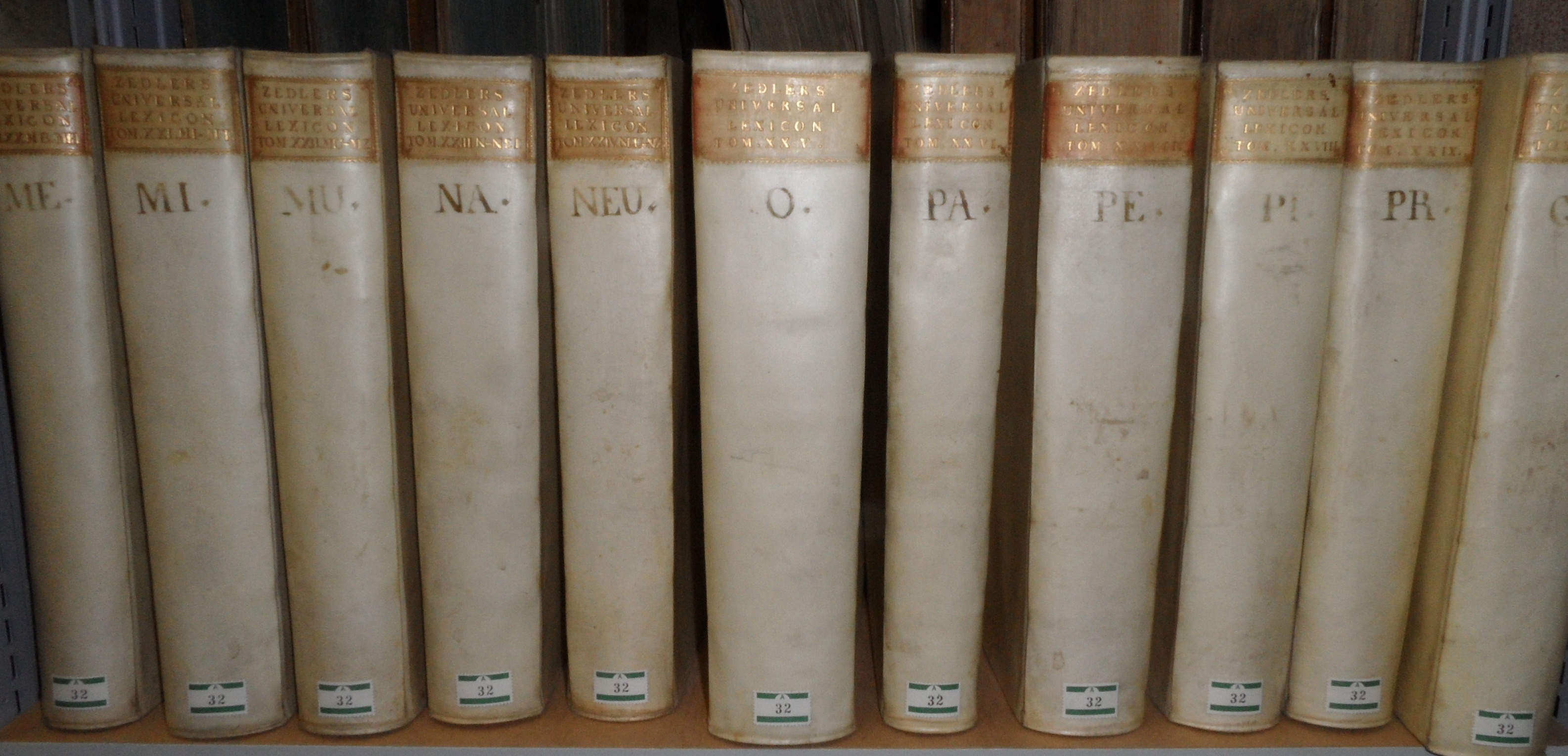
„Zedler“ in einigen Einbänden der damaligen Zeit …

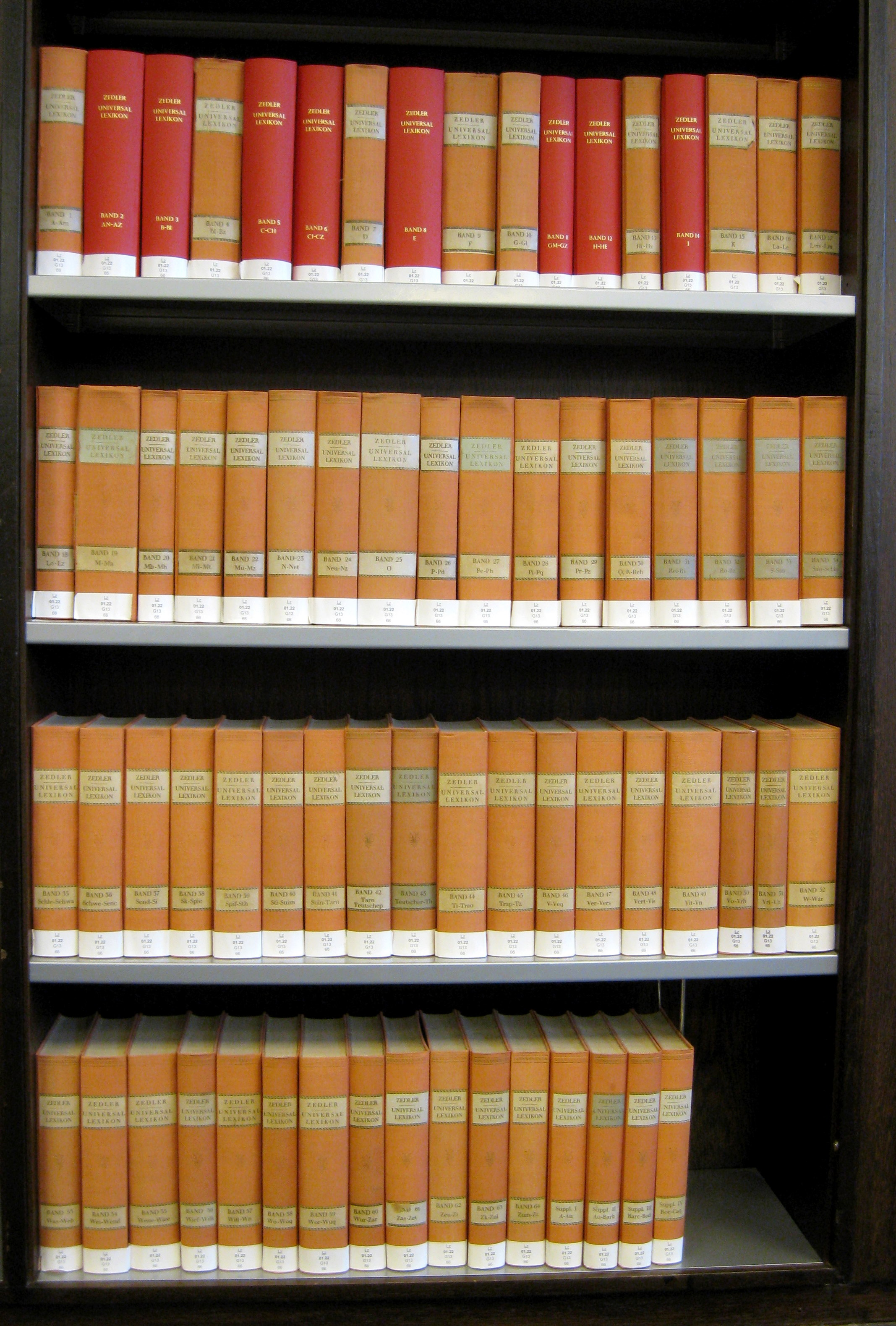
… und in einer heutigen Universitätsbibliothek in einem Nachdruck von 1964

Heute wird das Universal-Lexicon vorwiegend als historische Quelle genutzt, die aufgrund ihrer Konzeption einigermaßen genau Aufschluss darüber gibt, welchen Wissensstand in verschiedenen Bereichen man für das ausgehende 17. Jahrhundert und die erste Hälfte des 18. Jahrhunderts ansetzen kann.
Darüber hinaus zeigt die Beschäftigung mit diesem ersten großen Lexikon in deutscher Sprache, welche konzeptionellen Innovationen, aber auch welche juristischen, finanziellen und verlagspolitischen Probleme ein derartiges Projekt mit sich brachte. Dabei fällt auf, dass viele Fragen und Probleme, mit denen der Verleger Zedler in der ersten Hälfte des 18. Jahrhunderts zu kämpfen hatte, heute im Zeitalter der Digitalisierung und Verbreitung des Wissens im Internet erneut an Aktualität gewinnen. „Lexika und Enzyklopädien der Frühen Neuzeit stehen für das Vertrauen in die Macht des Wissens“, diese Beobachtung zeigt, wie aktuell die Beschäftigung mit dem Universal-Lexicon heute im sogenannten Informationszeitalter ist, denn die Frage nach dem „Vertrauen in die Macht des Wissens“ ist heute aktueller denn je.

### Arbeitsteilung und Spezialisierung der einzelnen Autoren
Das Universal-Lexicon ist das erste Lexikon, das ausdrücklich nicht von einem Gelehrten stammt, sondern durch die Mitarbeit mehrerer Autoren entstanden ist. Für das 18. Jahrhundert ist es eine durchaus revolutionäre Idee, dass nicht ein Universal-Gelehrter, ein sogenannter Polyhistor, sein Wissen systematisiert, aufschreibt und damit anderen zugänglich macht, sondern viele Mitarbeiter jeweils ihr Spezialwissen zu einem großen Projekt beitragen. Darüber hinaus werden auch die Leser mehrmals aufgefordert, am Lexikon mitzuwirken, indem sie Artikel einsenden, was vor allem Artikel zu Personen und Orten betrifft. Dadurch findet eine Verständigung mit dem Publikum statt. „Was ein wesentlicher Schritt aus der Tradition der gelehrten Wissensverwaltung hinaus sein wird, ist die Enzyklopädie als kollektives Unternehmen, als arbeitsteilige Einlassung auf die Fülle des Wißbaren.“ Dadurch demonstriere das Universal-Lexicon das Prinzip einer „weit ausgreifenden, nunmehr wirklich öffentlichen Wissensverwaltung“.

### „Demokratisierung des Wissens“
Das Universal-Lexicon ist nicht in Latein, sondern in der Volkssprache Deutsch verfasst und wendet sich damit an ein breites Zielpublikum, statt an einen kleinen Kreis lateinischsprachiger Gelehrter. Da das Lexikon, wie wir heute wissen, zu einem großen Teil seine Informationen aus anderen Lexika wörtlich übernommen, das heißt plagiiert, hat, konnte es zu einem sehr niedrigen Preis erscheinen und hat dadurch eine sehr weite Verbreitung gefunden. Daher kann von einer „Demokratisierung des Wissens“ gesprochen werden, da Wissen erstmals einer breiten Masse zugänglich gemacht wurde. Aus diesem Grunde stimmte das Universal-Lexicon von seiner Konzeption her mit wesentlichen Zielen der Aufklärung überein (siehe dazu Abschnitt Zielsetzung).

### Probleme bei der Auswahl des zu verzeichnenden Wissens
Die Beschäftigung mit den Artikeln des Universal-Lexicons zeigt, dass die Auswahl der Lemmata, die Gestaltung und der Inhalt der Artikel noch sehr uneinheitlich oder aus heutiger Sicht befremdlich sind. Da durch den Schritt vom Fachlexikon zum Universallexikon der Anspruch entstanden ist, wirklich alles Wissen zu verzeichnen, findet man im Universal-Lexicon zum Beispiel auch Kochrezepte oder alchimistisches Wissen beziehungsweise Aberglauben. So finden sich beispielsweise unter dem Stichwort „Krebs, Lateinisch Cancer“ nicht nur eine ausführliche Beschreibung des Tieres, sondern auch mehrere Rezepte und Hinweise, wie ein Krebs zubereitet werden kann. Andererseits hat das Universal-Lexicon erstmals auch lebende Personen verzeichnet, was als ungewöhnlich modern anzusehen ist. Dies zeigt, dass in der ersten Hälfte des 18. Jahrhunderts noch nicht eindeutig definiert war, welche Informationen in ein enzyklopädisches Werk gehören und wie ein Lexikoneintrag sinnvoll gestaltet und aufgebaut sein muss. Die Frage der Relevanz war also noch nicht abschließend beantwortet.

### Die Vernetzung von Wissen und veraltendes Wissen
Besonders unter der Redaktion von Carl Günther Ludovici wird großer Wert auf die Verweisstruktur innerhalb des Lexikons gelegt, so dass das Wissen einerseits benutzerfreundlich, also alphabetisch organisiert dargestellt wird, andererseits in größtmöglichem Umfang miteinander verknüpft („verlinkt“) ist. Angestrebt wird also eine Vernetzung des Wissens, die zwar aus heutiger Sicht noch primitiv wirkt, tatsächlich aber durch ihre Konzeption heutige Formen der Wissensvernetzung wenigstens vordenkt. Durch die angestrebte Wissensbreite (unter anderem durch die Aufnahme lebender Personen) stand das Universal-Lexicon bald vor dem ebenfalls modernen Problem, dass Wissen schnell veraltet. Dieses Problem war, wie es scheint, nicht im Bewusstsein der Verfasser oder des Verlegers. Dies ist mit ein Grund dafür, warum auf lange Sicht das Universal-Lexicon trotz seiner zukunftsweisenden Konzeption und Struktur weniger einflussreich war als manches kleinere Projekt. Hier hat die fortschreitende Technik entscheidende Vorteile mit sich gebracht, da auch sehr große Wissensmengen mit verhältnismäßig wenig Aufwand auf dem neuesten Stand gehalten werden können.

### Plagiat
Besonders umstritten war mit Erscheinen des Universal-Lexicons die Frage des Plagiats. Heute weiß man, dass die Vorwürfe Zedler gegenüber nicht grundlos waren, da sich ein Großteil des Lexikons aus „Plagiaten“ zusammensetzt: „Das Universal-Lexicon ist eine gigantische Kompilationsleistung aus noch weitgehend unerforschten Quellen.“ Die Erschließung des Lexikons ist noch nicht so weit fortgeschritten, dass genau gesagt werden könnte, welche anderen Lexika plagiiert wurden. Als gesichert kann gelten, dass folgende Lexika eingearbeitet wurden:
- Christian Wolffs (1679–1754) Mathematisches Lexikon von 1716[50]
- Johann Georg Walchs (1693–1775) Philosophisches Lexikon (1726)[49]
- Nicolas Lémerys Materialien Lexikon (frz. 1716, dt. 1721)[49]
- Benjamin Hederichs (1675–1748) Gründliches Lexicon Mythologicum[51]
- Johann Theodor Jablonskis (1654–1731) Allgemeines Lexicon der Künste und Wissenschaften[51]

Dass das Universal-Lexicon trotz umfangreicher Textübernahmen (an die sich teilweise, oft um Verbesserung bemüht, eng angelehnt wurde) aus anderen Werken und der damit verbundenen rechtlichen Schwierigkeiten vollständig realisiert werden konnte, liegt vorwiegend daran, dass es im 18. Jahrhundert noch keine entwickelte Urheberrechtsregelung gab und die Anonymität der Verfasser gewahrt blieb.
Konzeptionell stand das Projekt des Universal-Lexicons vor einem Problem, vor dem letztlich alle Lexika stehen, da sie bei der (möglichst vollständigen) Versammlung von Wissen auf andere Quellen zurückgreifen müssen. Dieses Problem ist auch heute noch aktuell, doch hat sich inzwischen die vollständige Kennzeichnung von wörtlichen oder sinngemäßen Übernahmen als wissenschaftlicher Standard etabliert.

## Ausgaben
- Johann Heinrich Zedler: Großes vollständiges Universallexikon aller Wissenschaften und Künste. 64 Bände. Halle/Leipzig 1732–1750.